# Cantonul Largentière
Cantonul Largentière este un canton din arondismentul Largentière, departamentul Ardèche, regiunea Rhône-Alpes, Franța.

## Comune
- Chassiers
- Chauzon
- Chazeaux
- Joannas
- Largentière (reședință)
- Laurac-en-Vivarais
- Montréal
- Prunet
- Rocher
- Rocles
- Sanilhac
- Tauriers
- Uzer
- Vinezac